# Mindfulness

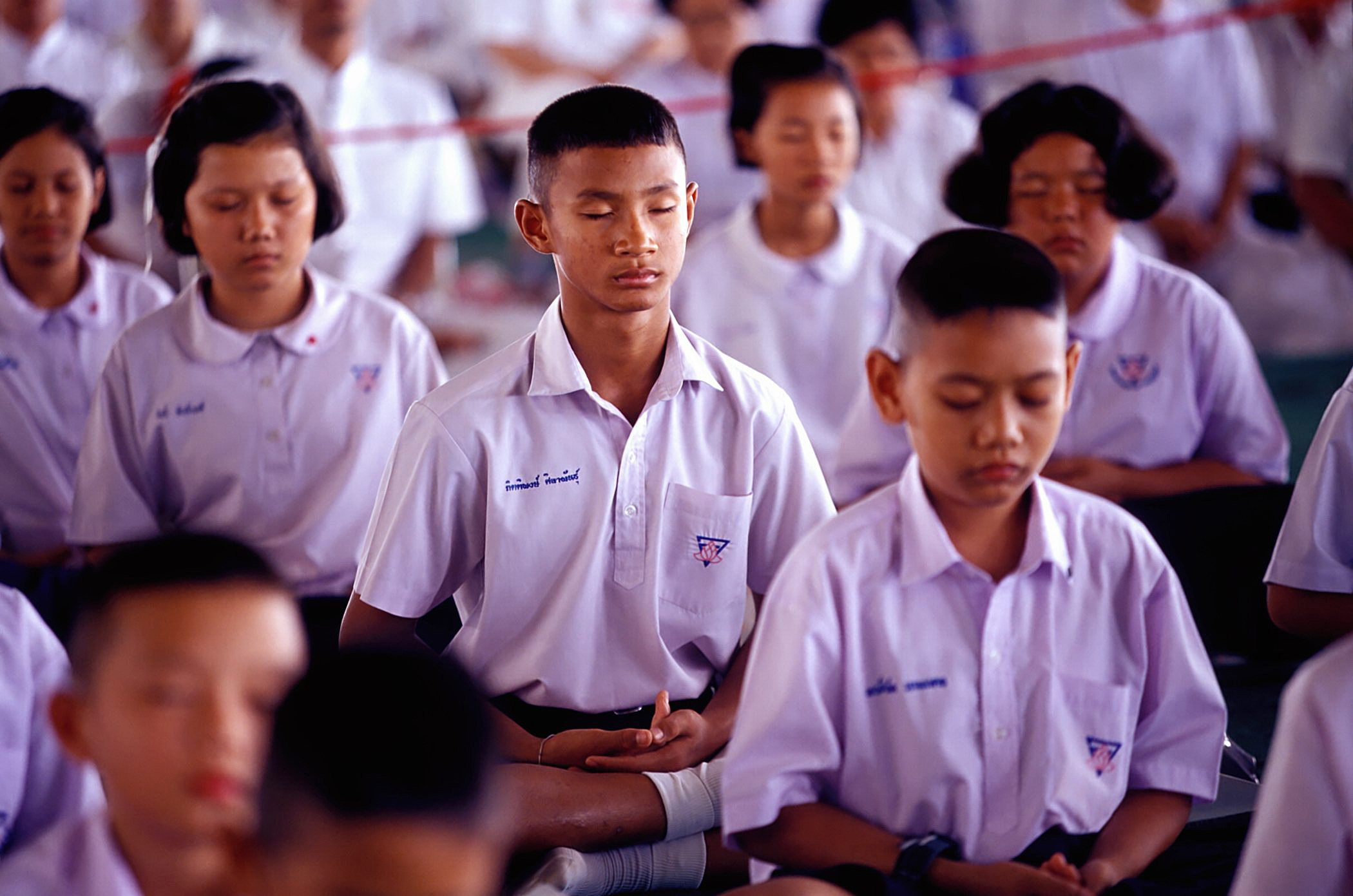
Meditatie-oefening in een Thaise school. Meditatie is een van de manieren om mindfulness te beoefenen

Mindfulness is een cognitieve vaardigheid die men ontwikkelt met behulp van meditatie, aandachtstraining en andere oefeningen. De term wordt meestal uitgelegd als ‘het bewust aandacht geven aan het huidige moment, zonder hierover te oordelen’. Mindfulness komt voort uit sati, een belangrijk element in boeddhistische tradities.
Klinische onderzoeken hebben zowel fysieke als mentale gezondheidsvoordelen van mindfulness gedocumenteerd bij verschillende patiëntcategorieën, evenals bij gezonde volwassenen en kinderen. Er blijkt een positief verband te zijn tussen mindfulness en psychische gezondheid. De beoefening van mindfulness lijkt therapeutische voordelen te bieden voor mensen met psychiatrische stoornissen, ook voor mensen met een psychose. Mindfullness kan daarnaast het rumineren en piekeren verminderen; dit zijn gedachtepatronen die in verband zijn gebracht met diverse psychische stoornissen en zelfs fysiek welzijn. Verder kan de beoefening van mindfulness een preventieve strategie zijn om de ontwikkeling van psychische problemen een halt toe te roepen.

## Mindfulness Based Stress Reductie (MBSR)

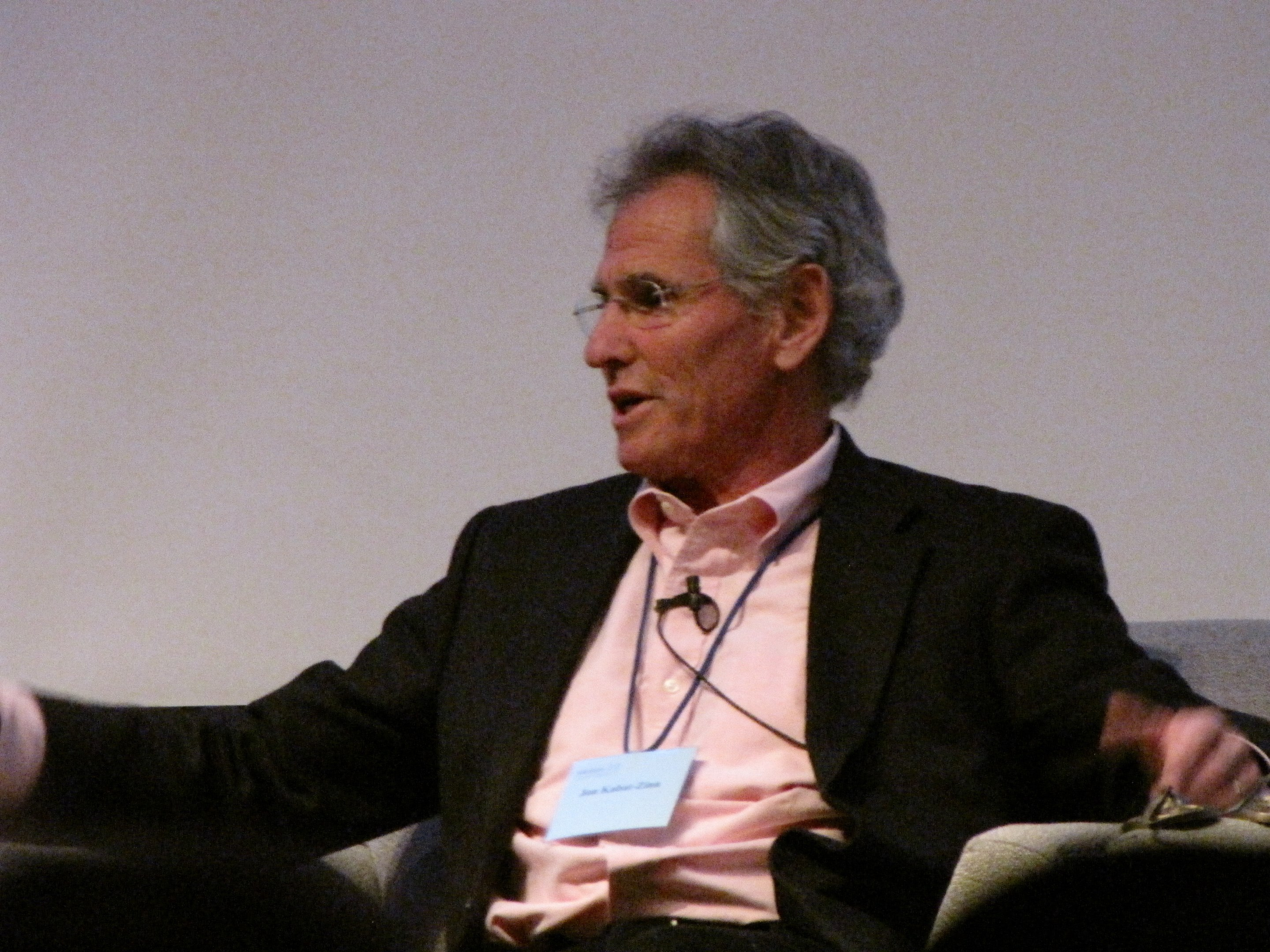
Jon Kabat-Zinn

Mindfulness Based Stress Reduction (MBSR) is een intensieve, acht-weekse groepstraining ontwikkeld in de jaren ‘70 door Jon Kabat-Zinn in Massachusetts. Jon Kabat-Zinn was werkzaam als moleculair bioloog en tevens een beoefenaar van vipassana oftewel inzichtmeditatie. Hij ontwikkelde de training om patiënten met chronische pijn die uitbehandeld waren te helpen om zich op een andere manier tot hun klachten te verhouden. Hij vermoedde dat deze meditatie de patiënten zou kunnen helpen om meer inzicht te krijgen in hun pijn, de zorgen en het verdriet daarover, en in de manier waarop zij hiermee omgingen. Hoewel de MBSR training in eerste instantie ontwikkeld is voor ziekenhuispatiënten, wordt het inmiddels al jaren toegepast bij mensen met stress en burn-out klachten. Daarnaast wordt het ook steeds vaker ingezet bij algemene doelgroepen, zoals professionals, studenten, binnen bedrijven, etc.
De MBSR bestaat uit bijeenkomsten van 2.5 uur en een stiltedag tussen sessie 6 en 7, met dagelijkse huiswerkopdrachten van 45 minuten. Tijdens de MBSR worden formele en informele oefeningen toegepast. Formele oefeningen verwijzen naar mindfulnessmeditatie, zoals de zitmeditatie, lichaamsscan (bodyscan) en bewegingsoefeningen. Informele oefeningen trainen het vermogen om meer in aandacht te zijn tijdens dagelijkse activiteiten.

## Mindfulness Based Cognitieve Therapie (MBCT)
Mindfulness Based Cognitieve Therapie (MBCT) is in 2002 ontwikkeld door Zindel Segal, hoogleraar psychologie aan de universiteit van Toronto; Mark Williams, hoogleraar klinische psychologie aan de universiteit van Oxford; en John Teasdale, onderzoeker aan de Universiteit van Oxford. MBCT is gebaseerd op principes uit de MBSR gecombineerd met elementen uit de cognitieve therapie. Deze training is ontwikkeld voor mensen met recidiverende depressie, maar deze training wordt inmiddels ook toegepast bij andere doelgroepen, zoals angststoornissen, verslavingsproblemen, en persoonlijkheidsproblematiek. Daarnaast wordt de MBCT steeds vaker toegepast bij mensen die psychische problemen ondervinden in het kader van fysieke ziekten, zoals kanker, diabetes en Parkinson.
Het programma van de MBCT is hetzelfde opgebouwd als bij de MBSR, met acht wekelijkse bijeenkomsten van 2.5 uur, een stiltedag, en dagelijkse huiswerkopdrachten van 45 minuten. De toegevoegde cognitieve elementen van de MBCT behelzen onder anderen: psycho-educatie, toevoegen van oefening over automatische negatieve gedachten en het opstellen van een terugvalpreventieplan.

## Wetenschappelijk onderzoek
MBSR en MBCT, oftewel mindfulness-based interventies (MBI's) zijn veelvuldig onderzocht. In 2018 verscheen er een grootschalige meta-analyse, waar de resultaten van 142 studies met in totaal 12.005 deelnemers werd samengevat. Hieruit bleek dat MBI's bij vele aandoeningen behulpzaam kunnen zijn. Met name voor mensen met depressie, pijn en verslaving bleken MBI's geschikt (Goldberg, 2018).
Verder zijn er ook positieve effecten van MBI's gevonden bij lichamelijke aandoeningen, zoals kanker. In 2019 verscheen er een meta-analyse waarin de resultaten van 29 studies met in totaal 3274 deelnemers werden samengenomen en geanalyseerd (Cillessen, 2019). Hieruit bleek dat MBI's leidt tot het verminderen van stress en angstklachten bij kankerpatiënten.

## Mindfulness op het werk
Mindfulness is niet alleen effectief gebleken bij verschillende psychiatrische aandoeningen, maar ook bij de werkende beroepsbevolking en studenten (Janssen, 2018; Lomas, 2017; Vibe, 2018). Het meeste onderzoek naar de effecten van MBI's is uitgevoerd onder werknemers in stressvolle beroepen, zoals beroepen in de zorg en het onderwijs. Systematische reviews laten zien dat MBSR bij verschillende beroepsgroepen stress, angst en burn-out klachten vermindert.
Naast het verminderen van stressklachten draagt mindfulness op het werk ook bij aan positieve werkervaringen. Zo laat onderzoek zien dat een online mindfulness-interventie leidt tot hogere betrokkenheid op het werk (Aikens, 2014). Verder geven medewerkers ook aan dat zij ervaren dat hun eigen prestaties op het werk beter zijn naar aanleiding van een mindfulness-interventie (Coo, 2018). Verder blijkt uit onderzoek van de Nederlandse Organisatie voor toegepast-natuurwetenschappelijk onderzoek dat mindfulness als karaktereigenschap samenhangt met hogere werktevredenheid, minder burn-outklachten en lagere werkstress.

## Verder lezen

### Algemeen
- J. Kabat-Zinn. Gezond leven met Mindfulness: handboek meditatief ontspannen. Altamira-Becht, 2014
- J. Kabat-Zinn. Waar je ook gaat, daar ben je. Kosmos Uitgevers, 2003

### Mindfulness bij somberheid, angst en vermoeidheid
- B. Stahl, E. Goldstein. Mindfulness en stressreductie, een werkboek. Uitgeverij Nieuwezijds, 2010.
- M. Williams, J. Teasdale, Z. Segal & J. Kabat-Zinn. Mindfulness en bevrijding van depressie. Voorbij chronische ongelukkigheid. Uitgeverij Nieuwezijds, 2007.
- Maex, E. Mindfulness. In de maalstroom van je leven. Lannoo, 2006.
- M. Williams & D. Penman. Mindfulness. Een praktische gids om rust te vinden in een hectische wereld. Uitgeverij Nieuwezijds, 2011.

### Mindfulness en boeddhisme
- J. Goldstein & J. Kornfield. Op zoek naar het hart van wijsheid. Asoka, 2009.
- Bikkhu Analayo. Satthipathana. De directe weg naar bevrijding. Milinda Uitgevers BV, 2012.
- Thich Nhat Hanh. Iedere stap is vrede. Ankh-Hermes, 1994.
- G. Kramer. Insight dialogue. Een boeddhistische beoefening van meditatie in dialoog. Uitgeverij Asoka, 2014.
- S. Batchelor. Bekentenis van een boeddhistisch atheïst. Milinda Uitgevers B.V., 2011